# Francisco Beltrão
Francisco Beltrão [Frã.sis.kɵ Bel.trɐ̃u̯m] ist ein brasilianisches Munizip im Südwesten des Bundesstaats Paraná. Es hatte 2021 geschätzt 93.308 Einwohner, die sich Beltronenser nennen. Seine Fläche beträgt 735 km². Es liegt 572 Meter über dem Meeresspiegel.

## Etymologie
Die Ursprungssiedlung wurde nach dem gleichnamigen Fluss Vila Marrecas genannt.
Zur Muniziperhebung erhielt der Ort 1951 zu Ehren von Francisco Gutierrez Beltrão (geboren 1875, gestorben 1939) seinen heutigen Namen. Er war Ingenieur, Staatssekretär und großer Kolonisator von Paraná. Francisco Beltrão hatte mit Lavínia Trevisani neun Kinder, von denen das dritte den Namen Francisco Trevisani Beltrão erhielt. Dieser war Direktor im Departamento do Oeste und git als Gründer des Munizips.  
Das Munizip Engenheiro Beltrão im Norden von Paraná erhielt seinen Namen zu Ehren des Bruders Alexandre Gutierrez Beltrão (1896–1987), der das Munizip (ebenso wie Ibiporã und Tamboara) gegründet hatte. Dieser hatte zwar die Verwendung seines individuellen Namens abgelehnt, war aber mit der Bezeichnung der Ingenieursfamilie einverstanden, zu der er und sein Bruder gehörten.

## Geschichte

### Neubesiedlung ab Mitte des 20. Jahrhunderts
Von der Urbevölkerung sind bis heute keine erkennbaren Spuren gefunden geworden.
Die ersten namentlich bekannten Bewohner auf dem Gebiet von Francisco Beltrão waren Sebastião Müller (1941), Luiz Antônio Faedo und Francisco Comunello.
Im Jahr 1938 führte Präsident Getúlio Vargas mit dem so genannten Marsch in den Westen eine offizielle Politik der Expansion und der effektiven Erweiterung der landwirtschaftlichen Grenzen ein. So begann die Bewegung zur Migration von Arbeitskräften innerhalb Brasiliens. Die ersten Begünstigten waren junge Leute aus den Bundesstaaten Rio Grande do Sul und Santa Catarina, für die es in den Minifundien des Südens zu wenig Platz gab. Zu diesem Zweck wurde die Colônia Agrícola Nacional General Osório (Cango) am 12. Mai 1943 per Bundesdekret Nr. 12.417 (unterzeichnet von Präsident Getúlio Vargas) gegründet. Sie verwaltete ein Gebiet von 350.000 Hektar im Gebiet von Capanema, Barracão, Santo Antônio und Francisco Beltrão, das von der argentinischen Grenze 60 Kilometer weit landeinwärts reichte. Zwischen September 1943 und September 1946 gehörte das Gebiet zum Território Federal do Iguaçu, das aus Paraná und Santa Catarina ausgegliedert und der Bundesregierung direkt unterstellt war.
Von 1943 bis 1948 hatte die Cango ihren Sitz in Pato Branco. Sie teilte den Neusiedlern staatliches Land am linken, nördlichen Ufer des Rio Marrecas zu. In dieser Zeit ließ sie die Straßen bis zu ihrem Gebiet erschließen und die erste Brücke über den Marrecas bauen (es war eine überdachte Brücke). Im April 1948 wurde die Cango am linken Ufer des Rio Marrecas in Pavillons untergebracht, die später der Armeeeinheit übergeben wurden.
Im Auftrag der Besitzer des größten Teils der Ländereien am rechten, südlichen Ufer des Rio Marrecas (Júlio Assis Cavalheiro und Luiz Antônio Faedo, der auch das Land von Sebastião Müller käuflich übernommen hatte) fertigte ein Geometer der Cango den ersten Plan der zukünftigen Stadt an. 1947 begannen Cavalheiro und Faedo, Wohngrundstücke zu verkaufen und sogar zu verschenken, die fast alle eine Größe von 22 × 44 Metern aufwiesen. Die Neusiedler waren überwiegend italienischer und deutscher Herkunft. Die Entwicklung der Vila Marrecas zur Stadt verlief schnell. In weniger als fünf Jahren nach Beginn der Besiedlung wurde das Dorf im Dezember 1952 zum Munizip erhoben.
Die Cango hatte zunächst beabsichtigt, sich in der Mitte der Colônia Missões niederzulassen, die am Rio Marrecas begann. Dann beschloss sie aber, ihre Lagerhäuser provisorisch direkt an den Ufern des Flusses zu bauen. Sie blieben schließlich dauerhaft dort. Die Cango siedelte Bauernfamilien an und gab ihnen Land, Werkzeuge, Saatgut, technische Orientierung, Bildung und medizinische Hilfe. So erhielt Vila Marrecas einen Arzt, einen Zahnarzt, Lehrer, Topographen, Agronomen, Mechaniker, Schreiner und Tischler.
Holzgewinnung und Landwirtschaft hatten eine rasante Entwicklung des Orts zur Folge. Die Erhebung zum Munizip wurde 1951 gesetzlich beschlossen. Im Jahr 1954 wurde Francisco Beltrão zudem Sitz eines Gerichtsbezirks.

### Revolta dos Colonos
Was die Entwicklung verlangsamte, war der Konflikt zwischen Posseiros (legale Landbesetzer) und den Kolonisationsgesellschaften um die Eigentumsverhältnisse. Es kam zu Gewalttätigkeiten der angeheuerten Sicherheitskräfte (Jagunços) gegen Posseiros. Der Konflikt gipfelte in der historischen Revolta dos Posseiros oder Revolta dos Colonos. Der Aufstand erfasste fast den gesamten Südwesten Paranás. Seinen Höhepunkt erreichte er in Francisco Beltrão, dem Sitz der Clevelândia Industrial e Territorial Ltda (Citla). Diese hatte sich 1950 das Land als Grileiro (Land Grabbing) illegal angeeignet. Am 10. Oktober 1957 besetzten Tausende von Posseiros die Stadt und vertrieben das Unternehmen mit all seinen Mitarbeitern.
Im Jahr 1957 erhielt die Stadt zur Niederschlagung des Aufstands eine Garnison. Später wurde sie dort aufgrund der strategischen Lage weniger als 100 Kilometer von der argentinischen Grenze belassen.
Um das Problem der Eigentumslegalisierung zu lösen, gründeten die Bundesregierung und die Regierung von Paraná 1962 den Grupo Executivo para as Terras do Sudoeste do Paraná (Getsop). Sitz dieser Gesellschaft wurde Francisco Beltrão. Sie förderte auch die Eröffnung von Straßen, den Bau von Schulen und die Wiederaufforstung. Nachdem sie ihren Auftrag erfüllt hatte, wurde sie im Januar 1974 aufgelöst.

### Straßenbau
Francisco Beltrão liegt an der von der Bundesregierung geplanten Trasse, die das Zentrum von Paraná mit Barracão an der Grenze zu Argentinien verbinden sollte. Doch als die Straße 1969 asphaltiert wurde, wurde ihr Verlauf von Coronel Vivida nach Pato Branco umgeplant. Nach Francisco Beltrão kam der Asphalt erst 1976 mit der BR-280 von Pato Branco.

### Kirche

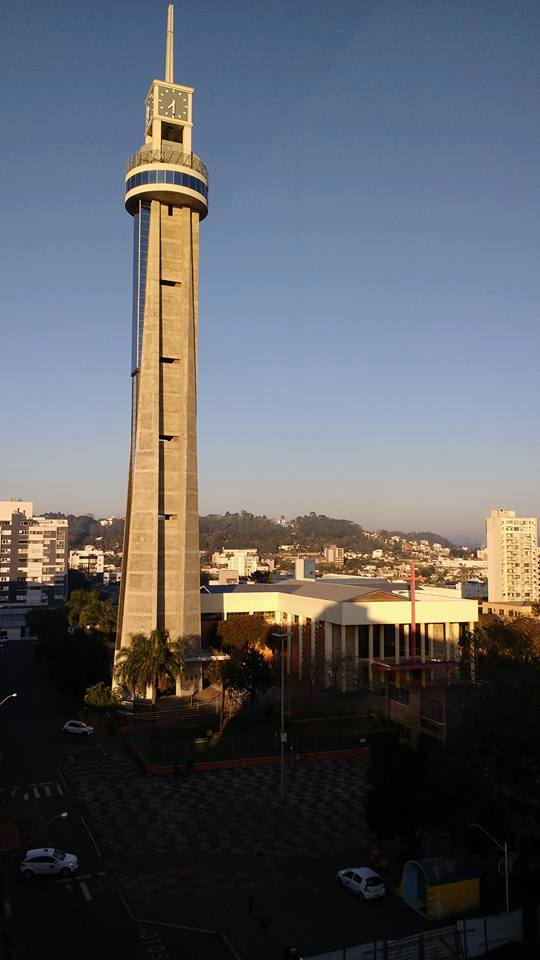
Konkathedrale Nossa Senhora da Glória

Der erste Priester, der sich in Francisco Beltrão niederließ, war Bruder Deodato (Anton Bernhart, 18. Juni 1896 bis 14. August 1964, geboren in Schaidt, Deutschland). Pater Deodato, nach dem eine Straße benannt wurde, besuchte von 1949 bis 1956 mit seinem Pferd Max die Kapellen von Vila Marrecas und der ganzen Region. Er war ein Expeditionär, zäh, nur mit Soutane und Sandalen bekleidet, aber er versäumte keinen Termin, nicht einmal an Regentagen. Er war ein echter Franziskaner.
Zur Schutzpatronin wurde Nossa Senhora da Glória gewählt. Ihr Fest wird seit 1950 am 15. August begangen, der zum städtischen Feiertag wurde.
Die Pfarrei wurde dann 1956 von belgischen Priestern gegründet.
Am 15. August 1987 wurde die Kirche Nossa Senhora da Glória zur Konkathedrale, da Francisco Beltrão zusammen mit Palmas zum Sitz des Bistums Palmas-Francisco Beltrão wurde.

### Erhebung zum Munizip
Francisco Beltrão wurde durch das Staatsgesetz Nr. 790 vom 14. November 1951 aus Clevelândia ausgegliedert und in den Rang eines Munizips erhoben. Es wurde am 14. Dezember 1952 als Munizip installiert.

## Geografie

### Fläche und Lage
Francisco Beltrão liegt auf dem Terceiro Planalto Paranaense (der Dritten oder Guarapuava-Hochebene von Paraná). Seine Fläche beträgt 735 km². Es liegt auf einer Höhe von 572 Metern.

### Vegetation
Das Biom von Francisco Beltrão ist Mata Atlântica.

### Klima
Das Klima ist gemäßigt warm. Es werden hohe Niederschlagsmengen verzeichnet (1895 mm pro Jahr). Im Jahresdurchschnitt liegt die Temperatur bei 19,1 °C. Die Klimaklassifikation nach Köppen und Geiger lautet Cfa.

### Gewässer
Francisco Beltrão liegt vollständig im Einzugsgebiet des Rio Iguaçu. Der Chopim-Nebenfluss Rio Santana bildet zusammen mit seinem linken Zufluss Rio Marmeleiro die südliche und östliche Grenze des Munizips. Im Norden wird das Munizip vom Iguaçu-Nebenfluss Rio Cotegipe mit seinen Zuflüssen Rio Servinho (rechts) und Rio Ligação (links) begrenzt. Der Rio Marrecas fließt zunächst entlang der südlichen Munizipgrenze, bevor er das Stadtgebiet etwa mittig durchquert und dann entlang der östlichen Grenze in Richtung Rio Santana fließt.

### Straßen
Francisco Beltrão ist über die PR-180 mit der BR-280 (von Barracão an der argentinischen Grenze nach Pato Branco) im Süden und Dois Vizinhos im Norden verbunden. Über die PR-566 kommt man im Osten nach Itapejara d’Oeste. Die PR-483 führt nach Westen in Richtung Ampére.

### Nachbarmunizipien
| Enéas Marques und Nova Esperança do Sudoeste |                                             | Itapejara d’Oeste und Verê |
| Ampére und Manfrinópolis                     | Kompassrose, die auf Nachbargemeinden zeigt | Bom Sucesso do Sul         |
|                                              | Marmeleiro                                  | Renascença                 |

## Stadtverwaltung
Bürgermeister: Cleber Fontana, PSDB (2021–2024)
Vizebürgermeister: Antônio Pedron, PSD (2021–2024)

## Demografie

### Bevölkerungsentwicklung
| Jahr | Einwohner | Stadt | Land |
| ---- | --------- | ----- | ---- |
| 1960 | 55.496    | 9 %   | 91 % |
| 1970 | 36.807    | 37 %  | 63 % |
| 1980 | 48.765    | 58 %  | 42 % |
| 1991 | 61.272    | 74 %  | 26 % |
| 2000 | 67.132    | 82 %  | 18 % |
| 2010 | 78.943    | 85 %  | 15 % |
| 2021 | 93.308    |       |      |

Quelle: IBGE, bis 2010: Volkszählungen und für 2021: Schätzung

### Ethnische Zusammensetzung
| Gruppe * | 1991    | 2000    | 2010    | wer sich als …                                                                   |
| --- | ------- | ------- | ------- | -------------------------------------------------------------------------------- |
| Weiße | 75,9 %  | 81,7 %  | 76,2 %  | weiß bezeichnet                                                                  |
| Schwarze | 0,4 %   | 1,9 %   | 1,6 %   | schwarz bezeichnet                                                               |
| Gelbe | 0,1 %   | 0,2 %   | 0,7 %   | von fernöstlicher Herkunft wie japanisch, chinesisch, koreanisch etc. bezeichnet |
| Braune | 23,4 %  | 15,9 %  | 21,4 %  | braun oder als Mischung aus mehreren Gruppen bezeichnet                          |
| Indigene | 0,2 %   | 0,1 %   | 0,2 %   | Ureinwohner oder Indio bezeichnet                                                |
| ohne Angabe | 0,0 %   | 0,2 %   | 0,0 %   |                                                                                  |
| Gesamt | 100,0 % | 100,0 % | 100,0 % |                                                                                  |
| *) Das IBGE verwendet für Volkszählungen ausschließlich diese fünf Gruppen. Es verzichtet bewusst auf Erläuterungen. Die Zugehörigkeit wird vom Einwohner selbst festgelegt. |         |         |         |                                                                                  |

Quelle: IBGE (Stand: 1991, 2000 und 2010)

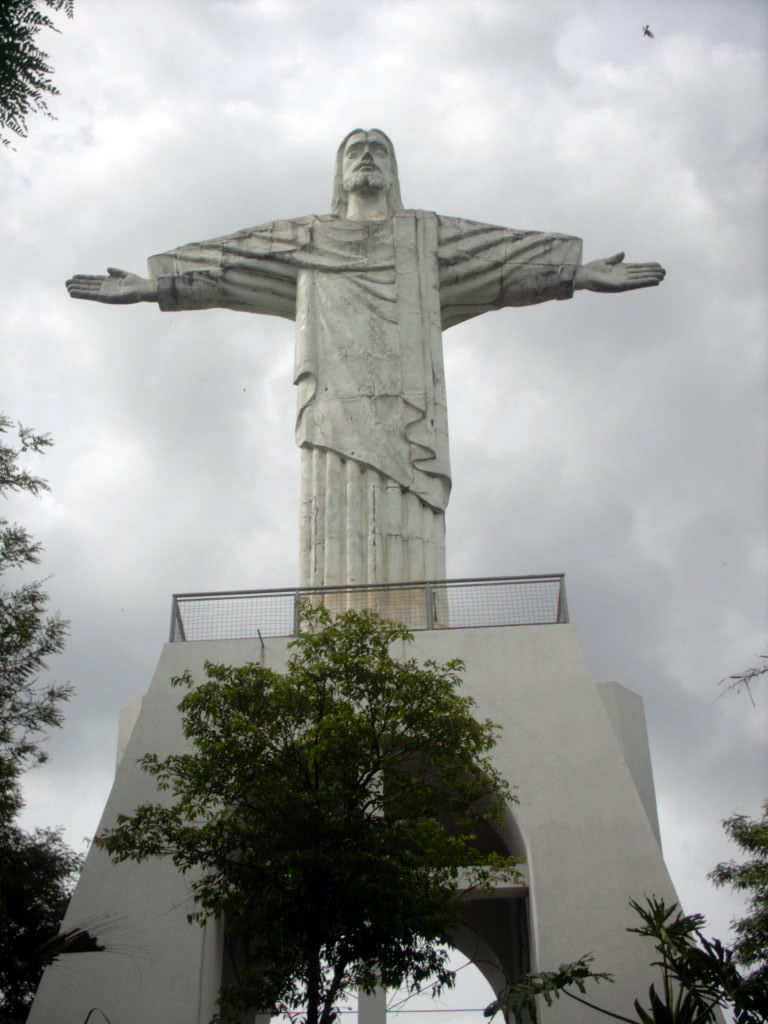
Christerlöserstatue auf dem Morro do Calvário von Francisco Beltrao

## Religion
Francisco Beltrão teilt sich den Sitz des Bistums Palmas-Francisco Beltrão mit dem 120 km südöstlich gelegenen Palmas. Die Pfarrkirche Nossa Senhora da Glória dient als Konkathedrale. Sie wurde 1956 erbaut.

## Kultur und Sehenswürdigkeiten

### Turm der Kathedrale
Der Turm der Konkathedrale.wurde 1999 in Angriff genommen und im November 2010 für Besucher eröffnet. Mit seinen 100 m Höhe wurde er neben der Christusstatue zum beherrschenden Element des Stadtbilds.

### Morro do Calvário
Auf dem Kalvarienberg im Stadtzentrum nördlich des Rio Marrecas steht die Christerlöserstatue (Cristo Redentor). In der Karwoche (Semana Santa) pilgern Menschen aus der ganzen Region hier hinauf.

### Museu da Colonização
Das Museum der Kolonisierung im Parque de Exposições Jaime Canet Jr. bewahrt das Gedächtnis der Stadt und stellt das wichtigste historische, architektonische und kulturelle Erbe von Francisco Beltrão aus. Zu sehen sind Gegenstände und Fotos aus der Zeit der Wiederbesiedlung der Stadt von den 1940er bis zu den 1960er Jahren.

### Parque de Exposições Jaime Canet Jr.
Der Park dient für Messen und Ausstellungen in den Bereichen Landwirtschaft, Handel und Industrie. Er hat ausgedehnte gepflegte Grünflächen. Außerdem gibt es die Veranstaltungshalle Centro de Eventos Herculano Meurer, das Jacinto-Ghedin-Auditorium, einen Wanderweg und eine Go-Kart-Bahn sowie Kioske und einen Campingplatz.

## Wirtschaft

### Kennzahlen
Mit einem Bruttoinlandsprodukt pro Einwohner von 36.116,23 R$ (rund 8.000 €) lag Francisco Beltrão 2019 an 115. Stelle der 399 Munizipien Paranás.
Sein hoher Index der menschlichen Entwicklung von 0,774 (2010) setzte es auf den 7. Platz der paranaischen Munizipien.